# ラム・ダイアリー
『ラム・ダイアリー』（原題: The Rum Diary）は、2011年のアメリカ合衆国の伝記映画。米国のジャーナリストであるハンター・S・トンプソンの同名自伝小説を原作としている。
本作で共演したジョニー・デップとアンバー・ハードは後に交際・結婚したが、その後離婚した。

## ストーリー
主人公ポール・ケンプはNYから来た作家志望者で
プエルトリコの米国新聞社に偽りの履歴書で入社
嘘と見破られるが、仕事を始める事になる。ある日、空港にマイアミ市長を迎えに行くと
サンダーソンに声をかけられ、家に招かれることに。家に着くと、昨夜裸で海を泳いでいたシュノーに再開、更に彼女の魅力に引き込まれて行く。そして、サンダーソンから執筆の依頼をされるのだが、胡散臭い話なので少し躊躇していたが、ある日
小競り合いから逮捕されてしまい、その日のうちに裁判に。そこへサンダーソンが現れ保釈金を出して釈放される。恩義を少し感じたケンプは執筆を引き受けることに。しかし話はホテルを建てる土地詐欺で住民達を騙す記事を書かせるためだった。そして、ある祭りの夜、酔った勢いでシュノーが現地人の集まるディスコに行くと聞かないので、渋々サンダーソンも行くことに。シュノーは酔いが廻って勢いづき、地元の男性に色気で絡んでしまう。サンダーソンが止めようとすると、地元民に暴行を受けケンプ共々追い出されてしまいシュノーは行方不明に。サンダーソンは、ケンプを逆恨みして、全ての話は流れてしまう。シュノーは数日後、ケンプの住み家に戻るが更に数日後、100＄と手紙を置いてNYへ帰国してしまう。さらに、会社は夜逃げ最後の新聞を作ろうと立ち上がるが、機械を差し押さえられ、友達と別れ、サンダーソンのボートを盗みNYに帰る事になる。その後、シュノーと結婚。アメリカで最も尊敬
されるジャーナリストになることになる。

## キャスト
※括弧内は日本語吹替
- ポール・ケンプ - ジョニー・デップ（平田広明）
- シュノー - アンバー・ハード（白川万紗子）
- ハル・サンダーソン - アーロン・エッカート（成田剣）
- ボブ・サーラ - マイケル・リスポリ（天田益男）
- ロッターマン - リチャード・ジェンキンス（金尾哲夫）
- モバーグ - ジョヴァンニ・リビシ（高木渉）
- セグーラ - アマウリー・ノラスコ（菊本平）
- ジンバーガー - ビル・スミトロヴィッチ（西村太佑）
- ジンバーガー夫人 - カレン・オースティン（井上祐子）
- ウルズリー - ジュリアン・ホロウェイ（真田五郎）
- ドノヴァン - マーシャル・ベル（池田ヒトシ）
- ヒューバート - ハイメ・"ジミー"・ナヴァロ（林和良）
- ウェイトレス - サーシャ･マーセド（三浦綾乃）